# Einsatzgruppe zur Bekämpfung der organisierten Kriminalität
Die Einsatzgruppe D zur Bekämpfung der organisierten Kriminalität (EDOK) war eine Sondereinheit des österreichischen Bundesministeriums für Inneres. Sie ist seit 2002 Teil des österreichischen Bundeskriminalamtes und besteht dem Namen nach nicht mehr.

## EDOK-Skandal
In den letzten Jahren ihres Bestehens wurde bekannt, dass Spitzenbeamte der EDOK nicht nur intensive Kontakte zur Ostmafia pflegten, sondern auch fallweise in deren Geschäfte verwickelt waren. Im Oktober 2000 wurde ein dienstführender Beamter der EDOK vom Dienst suspendiert, weil er im Auftrag eines russischen Mafia-Paten den deutschen Journalisten Jürgen Roth mit 600.000 DM (300.000 Euro) bestechen wollte.
Im April 2002 wurden drei hochrangige Fahnder der EDOK verhaftet. Sie wurden verdächtigt, jahrelang für die Ostmafia gearbeitet zu haben und zu diesem Zweck ein bis in die Wiener und Niederösterreichische Landesregierung und in die Fernmeldebehörde reichendes Netzwerk aus Begünstigung, Bestechung und illegaler Datenweitergabe aufgebaut zu haben.

## Historie
Die EDOK wurde durch Erlass 5300/38-II/D/92 (gezeichnet Bundesminister für Inneres, Dr. Löschnak) vom 30. November 1992 eingerichtet.
Mittels Erlass 2232/32-II/5/93 (4020/78-II/D/93) erfolgte im März 1993 eine Änderung der Organisation und Geschäftsordnung der Kriminalabteilungen und das Hauptsachgebiet 13 (Organisierte Kriminalität) wurde hinzugefügt.
Nachdem das StGB im Oktober 1993 (§ 165 Geldwäscherei) geändert worden war und das Bankwesengesetz (§ 41 Meldepflichten) mit dem 1. Jänner 1994 in Kraft getreten war, erfolgte die Einrichtung der österreichischen Geldwäschemeldestelle in der EDOK.
Bis zu ihrer Einmietung am 1. Juni 1994 in ein Bürogebäude in 1120 Wien, Stachegasse 13, war die EDOK in Räumlichkeiten des Bundesamtsgebäudes 1090 Wien, Josef Holaubek Platz 1 untergebracht. 
Nach der Aufbauphase erfolgte mittels Einführungserlasses 8100/17-II/D-EDOK/95 mit Genehmigung des damaligen Generaldirektors, Mag Sika, im Juli 1995 die ausdrückliche nationale Verlautbarung an alle Polizei- und Gendarmeriedienststellen.
Mit 1. Juli 1998 trat aufgrund der §§ 6, 14 und 15 des SPG eine Verordnung des BMI (Bundesministerium für Inneres, unterzeichnet Schlögl) über die Sondereinheiten der Generaldirektion für die öffentliche Sicherheit (Sondereinheiten-Verordnung), in der im §1 unter anderen die Einsatzgruppe der Gruppe D zur Bekämpfung der organisierten Kriminalität (EDOK) aufgezählt wird, in Kraft. Der Aufgabenbereich wurde mit der schwerpunktmäßigen Bekämpfung der organisierten Kriminalität, soweit nicht die Zuständigkeit der EBS (Einsatzgruppe zur Bekämpfung der überregionalen oder organisierten Suchtgiftkriminalität) oder EBT (Einsatzgruppe zur Bekämpfung des Terrorismus) gegeben ist, umrissen.
Bereits am 1. August 1999 verlor die EDOK ihre Observation und deren Technik, die in die II/D/16 als Referat 2 eingegliedert wurde.
Die Auflösung der EDOK erfolgte mit 1. Jänner 2002 mit BGBl II Nr. 1/2002.
Nunmehr kann man Teile der damaligen EDOK in verschiedenen Abteilungen des Bundeskriminalamtes (.BK) und beim Einsatzkommando Cobra finden.